# Groove Coverage
Groove Coverage – niemiecki zespół tworzący muzykę klubową, założony w 2001 roku.

## Historia
Groove Coverage zadebiutował singlem Are You Ready?. Sukces singla pozwolił im na nagranie debiutanckiego albumu Covergirl, który ukazał się 24 grudnia 2002.
Większość utworów zespołu jest coverami, na przykład pierwszą piosenką promującą krążek był cover utworu Mike’a Oldfielda Moonlight Shadow. W Niemczech singiel w ciągu dwóch tygodni zyskał miano złotej płyty. Następny utwór, God Is a Girl, w listopadzie 2002 znalazł się na pierwszych miejscach notowań list przebojów w Austrii i Niemczech. Ich utwory również wykorzystują część melodii z innych utworów (samplowanie).
Po tym sukcesie Groove Coverage został nominowany do nagród Mc Mega Music Award 2003 i Echo 2003.
W marcu 2004 roku ukazał się drugi album zespołu 7 Years and 50 Days. Singlami promującymi były: cover przeboju Alice'a Coopera – Poison, ballada She, Runaway i utwór tytułowy – 7 Years & 50 Days.
Po nagraniu płyty zespół koncertował w Europie, Japonii, USA, Australii, Nowej Zelandii, na Tajwanie, w Południowej Afryce i Brazylii, gdzie w kwietniu 2006 wystąpił na legendarnym festiwalu "Planet Pop". Odwiedził także kilkakrotnie Polskę.
W lipcu 2006 roku grupa powróciła z nową płytą, zatytułowaną 21st Century. Album zawierał zarówno ballady, chwytliwe melodie pop, mocne, taneczne beaty i kilka całkiem mocnych, rockowych riffów gitarowych. Wśród piosenek znalazł się między innymi przebojowy singel 21st Century Digital Girl, będący coverem utworu 21st Century Digital Boy grupy Bad Religion.
Pod koniec roku 2007 ukazał się następny singel grupy, zatytułowany Because I Love You, będący nową wersją utworu Steviego B. Miał on za zadanie promować album Greatest Hits, który ukazał się na rynku muzycznym w listopadzie 2007. Dzięki kawałkowi Because I Love You Groove Coverage otrzymało nagrodę Sound-Music-Award w maju 2008.
Nowy singiel formacji zatytułowany Innocent ukazał się 1 października 2010 Piosenka jest coverem przeboju Mike’a Oldfielda pod tym samym tytułem. Następnym krokiem zespołu było wydanie w kwietniu 2011 r. utworu Angeline. Cieszył się on dość sporą popularnością w Niemczech.
Premiera kolejnego albumu Groove Coverage, zatytułowanego "Riot On The Dancefloor" odbyła 30 marca 2012 roku.
7 lipca 2013 roku grupa wystąpiła w Polsce podczas koncertu Lata ZET i Dwójki w Kołobrzegu, wykonując utwory „Poison” oraz „God Is a Girl”.

## Skład zespołu

### Obecni członkowie zespołu
- Markus Schaffarzyk
- Melanie Münch

## Dyskografia

### Albumy

#### Studyjne
- 2002: Covergirl
- 2004: 7 Years and 50 Days
- 2006: 21st Century
- 2012: Riot on the Dancefloor

#### Kompilacje
- 2005: Best Of
- 2005: Poison (The Best of Groove Coverage)
- 2007: Greatest Hits
- 2008: Definitive Greatest Hits & Vid
- 2008: Moonlight Shadow
- 2008: Runaway

### Single
| Data premiery       | Tytuł                     | Płyta                  | Oryginał                                         |
| ------------------- | ------------------------- | ---------------------- | ------------------------------------------------ |
| 1999                | Hit Me                    |                        |                                                  |
| 2000                | Are U Ready               |                        |                                                  |
| 17 czerwca 2002     | Moonlight Shadow          | Covergirl              | Mike Oldfield – Moonlight Shadow                 |
| 11 listopada 2002   | God Is A Girl             | Covergirl              | Roxette – Jefferson                              |
| 14 kwietnia 2003    | The End                   | 7 Years and 50 Days    |                                                  |
| 3 listopada 2003    | Poison                    | 7 Years and 50 Days    | Alice Cooper – Poison                            |
| 29 marca 2004       | 7 Years & 50 Days         | 7 Years and 50 Days    |                                                  |
| 26 lipca 2004       | She                       | 7 Years and 50 Days    | Alfred Hans Zoller – Stern über Bethlehem        |
| 22 listopada 2004   | Runaway                   | 7 Years and 50 Days    |                                                  |
| 1 sierpnia 2005     | Holy Virgin               | 21st Century           | Erste Allgemeine Verunsicherung – Fata Morgana   |
| 17 marca 2006       | On The Radio              | 21st Century           | Die Prinzen – Mann in Mond                       |
| 23 czerwca 2006     | 21st Century Digital Girl | 21st Century           | Bad Religion – 21st Century Digital Boy          |
| 9 listopada 2007    | Because I Love You        | Greatest Hits          | Stevie B – Because I Love You (The Postman Song) |
| 1 października 2010 | Innocent                  | Riot on the Dancefloor | Mike Oldfield – Innocent                         |
| 29 kwietnia 2011    | Angeline                  | Riot on the Dancefloor | Die Flippers – Lotosblume                        |
| 16 marca 2012       | Think About the Way       | Riot on the Dancefloor | Ice MC – Think About the Way                     |
| 20 lipca 2012       | Riot on the Dancefloor    | Riot on the Dancefloor |                                                  |
| 31 stycznia 2014    | Tell Me                   |                        | Brenda Lee – Always On My Mind                   |
| 29 maja 2015        | Million Tears             |                        |                                                  |

## Nagrody i nominacje
- ECHO 2003 – nominacja
- Mc Mega Music Award 2003 – nominacja
- New Faces Award 2003 – nominacja
- BLM-Radio Galaxy Award 2003 – wygrana
- German Dance Award 2003 – wygrana
- ECHO 2004 – nominacja
- Eska Music Awards 2004 (Polska) – wygrana
- Sound Music Award 2008 – wygrana
- Napster Fan Award 2012 – nominacja
- German DJ Award 2012 – nominacja
- Napster Fan Award 2013 – nominacja